# Tennis Masters Cup 2000
La Tennis Masters Cup 2000 e gli ATP Tour World Championships sono stati 2 tornei di tennis giocati sul cemento indoor. È stata la 31ª edizione del torneo di singolare di fine anno e parte dell'ATP Tour 2000. Il torneo di singolare si è giocato al Pavilhão Atlântico di Lisbona in Portogallo, dal 28 novembre al 3 dicembre 2001. Il torneo di doppio si è disputato al KSLTA Tennis Center di Bangalore in India, dal 13 al 26 dicembre 2000 ed è stata la 27ª edizione.

## Campioni

### Singolare
Gustavo Kuerten ha battuto in finale  Andre Agassi con il punteggio di 6–4, 6–4, 6–4

### Doppio
Donald Johnson /  Piet Norval hanno battuto in finale  Mahesh Bhupathi /  Leander Paes con il punteggio di 7–6(8), 6–3, 6–4